# Girard la Pucelle
Girard la Pucelle ou Girard Pucelle (en latin Girardus Puella) est un clerc du XIIe siècle, professeur de droit canon à l'Université de Paris et à l'école cathédrale de Cologne, évêque de Coventry à la fin de sa vie, mort dans cette ville le 13 janvier 1184.

## Carrière
Il était sûrement originaire du domaine anglo-normand, mais on ne sait s'il est né en Angleterre ou en Normandie. Il enseignait le droit canon à Paris avant 1156. Il était lié à l'archevêque Thomas Becket avant l'exil de ce dernier en France en novembre 1164, et avait reçu de lui ses premiers bénéfices ecclésiastiques. Il était ami proche de Jean de Salisbury, et eut à Paris comme élèves (entre autres) Raoul le Noir et Gautier Map.
Début 1166, il quitta Paris pour Cologne à l'appel de l'archevêque Renaud de Dassel (chancelier de l'empereur Frédéric Barberousse). Le roi Louis VII se plaignit fort de cette défection. Mais de plus l'archevêque de Cologne était à l'instigation d'un schisme contre le pape Alexandre III, reconnu par les rois de France et d'Angleterre, et qui avait excommunié l'empereur germanique et son chancelier. Jean de Salisbury protesta auprès de son ami, et refusa de le suivre. En 1167, Girard écrivit à Thomas Becket pour réaffirmer sa loyauté envers lui, et il l'informa des événements en Allemagne. Il enseigna pendant cette période le droit canon à l'école cathédrale de Cologne.
En 1168, il quitta Cologne pour l'Angleterre, et prêta serment au roi Henri II. Cependant, ce comportement n'avait pas valeur de rupture avec Thomas Becket, puisque la même année ce dernier intervint auprès d'Alexandre III pour obtenir son absolution après son association avec le schisme, ce que le pape accorda à condition qu'il renonçât au bénéfice qu'on lui avait donné en Allemagne ; ensuite le pape et l'archevêque Becket intercédèrent pour lui auprès du roi Louis VII.
En 1170, Girard tenta de ménager une rencontre entre Thomas Becket et deux dignitaires ecclésiastiques proches d'Henri II : Geoffroi Ridel, son chancelier, archidiacre de l'Église de Canterbury (l'« archidiabolus » selon les partisans de Becket), et Froger, son aumônier, évêque de Sées. Jean de Salisbury reprocha lourdement à Girard son association avec l'excommunié Ridel et le mit solennellement en garde sur le fait qu'il n'obtiendrait pas une seconde fois sa réconciliation avec l'Église. Le 3 décembre de cette année, Thomas Becket redébarqua en Angleterre, et le 29 décembre il fut assassiné en pleine cathédrale de Canterbury par quatre chevaliers de l'entourage d'Henri II.
Vers cette époque, Girard semble avoir repris son enseignement à Paris. De 1174 à 1183, il signa cinquante-six fois comme témoin des Actes du nouvel archevêque de Canterbury, Richard de Douvres (ce qui représente environ un quart des Actes conservés), et il figure ordinairement comme premier des signataires. Début 1178, il se trouvait à Rome avec Pierre de Blois, représentant l'archevêque dans une dispute avec les moines de l'abbaye Saint-Augustin de Canterbury. Le pape Alexandre III appréciait fort la très grande érudition de Girard, qui lui avait par ailleurs été recommandé par son légat en France, Pierre de Saint-Chrysogone ; le 2 février, il lui accorda de percevoir in absentia ses bénéfices anglais pendant quatre ans (premier exemple d'exemption de résidence pour un professeur bénéficier), et le 15 mars il lui rendit ses bénéfices allemands.
En mars 1179, Girard assista au troisième concile du Latran comme représentant de l'archevêque de Canterbury ; il y défendit le cas de Bertram, un chanoine de Cologne qui avait sans doute été son élève, nommé archevêque de Brême et Hambourg par l'empereur en 1178 dans des conditions qui ne semblaient pas canoniques, et finalement transféré dans le diocèse de Metz en 1180. Il est probable que Girard enseigna ensuite une nouvelle fois, pendant une courte période, à Cologne. Il était de retour en Angleterre avant septembre 1181.
Il fut élu évêque de Coventry en mai ou juin 1183, et fut consacré le 25 septembre suivant à Canterbury. Il mourut à Coventry dès le 13 janvier 1184, dans des conditions qui parurent suspectes à certains. 
Girard la Pucelle paraît avoir été très célèbre en son temps, et les témoignages de Jean de Salisbury, du pape Alexandre III ou de son légat Pierre de Saint-Chrysogone attestent que c'était un homme d'une vaste culture. On connaît plusieurs de ses élèves, et de nombreux ouvrages ou gloses de droit canon se réfèrent à ses opinions. Cependant on n'a conservé directement aucun ouvrage de sa main. Il était paraît-il l'auteur d'une Summa super decretalia, mais en tout cas elle n'est pas conservée.